# Enric Curto i Milà
Enric Curto i Milà (Barcelona, 1957) és un fotògraf català. Va estudiar Biologia i s'inicià, de manera autodidacta, al món de la Fotografia, especialitzant-se en el camp de la macrofotografia. Posteriorment, atret pel blanc i negre, amplia els seus coneixement tècnics a l'Escola Gris Art. A partir de l'any 1994, deixa enrere l'etapa més naturalista i centra la seva obra en la fotografia urbana i paisatgística.
Ha col·laborat en diverses publicacions d'àmbit científic i de divulgació. Cal esmentar la seva aportació a La Història Natural dels Països Catalans d'Enciclopèdia Catalana. El 2005 va publicar en col·laboració amb l'Ajuntament de Barcelona el llibre Barcelona, fàbrica de somnis editat conjuntament amb Jose Manuel Ferro.
Des del 2001 col·labora amb l'agència Mil·lennium Images Ltd. de Londres.
Una mostra del seu treball va ser escollit l'any 1994 per la crítica en el Fòrum de la Primavera Fotogràfica. El 2003 va obtenir una menció honorífica en el Premi Europeu FNAC de Fotografia.

## Exposicions
Algunes de les exposicions fotogràfiques que ha fet:
- 1995: "Paysages: Lieux et nonlieux". Galera Nei Liicht (Luxemburg)
- 1995: "Paisatges urbans". Casa de Cultura (Valls), Llibreria Tartessos (Barcelona)
- 1996: "Una visió tres somnis". Centre d'Art Santa Mònica (Barcelona), Centre Cultural Caixa de Terrassa (Rubí)
- 1997: "Primavera Fotogràfica 96. La mirada interior" d'Agencia Visión. Rubí, Tortosa, La Garriga.
- 1997: "La Fussina. Espais". Barcelona
- 1998: "Fisonomia d'un paisatge. La revolució industrial". Casa de cultura de Sant Cugat del Vallès
- 1998: "Primavera Fotogrfica 98. Memòries de llum - temps de foscor". Espai fotogràfic Can Basté, Sala Golfes (Barcelona)
- 2000: "Ver o no Ver". Centre Cultural la Farinera (Barcelona)
- 2001: "Paisatges poètics". KOWASA Gallery (Barcelona)
- 2002: "Fàbrica de somnis". Centre Cultural la Farinera (Barcelona)
- 2004: "Fàbrica de somnis". Cambra de la Propietat Urbana (Barcelona)
- 2005: "Fàbrica de somnis". Espai Can Jaumandreu (Barcelona)
- 2006: "Fábrica de sueños". Espacio Fotográfico Artymagen (Saragossa)
- 2007: "Leip-Bya". Kowasa Gallery (Barcelona)